# 음력 3월 3일
음력 3월 3일은 음력 3월의 3번째 날이다.

## 사건
- 1970년 - 와우아파트 붕괴 참사 발생.
- 2002년 - 경상남도 김해시에서 중국국제항공 129편 추락 사고가 일어남.

## 문화
- 1937년 - 천주교 전주지목구 및 광주지목구 설립.

## 탄생
- 1945년 - 대한민국의 정치인 문희상.
- 1946년 - 대한민국의 성우 한상혁.
- 1964년 - 대한민국의 배우 허준호.
- 1976년 - 대한민국의 배우 조진웅.
- 1990년 - 대한민국의 프로게이머 염보성.

## 사망
- 1592년 - 명종과 인순왕후의 며느리, 순회세자의 부인 공회빈 윤씨. (양력 4월 14일)

## 기념일, 연중행사
- 삼짇날 (한국)

- 음력 360일: 1월 2월 3월 4월 5월 6월 7월 8월 9월 10월 11월 12월
- 전날:3월 2일 다음날:3월 4일 - 전달:2월 3일 다음달:4월 3일
- 양력:3월 3일
- 음력, 윤달